# 北海道道781号苫小牧環状線
北海道道781号苫小牧環状線（ほっかいどうどう781ごう とまこまいかんじょうせん）は、北海道苫小牧市内を結ぶ一般道道（北海道道）である。

## 概要
末端の0.6 kmは北海道道としては未供用であるが、苫小牧市道を介して国道36号と繋がっている。

### 路線データ
- 起点：北海道苫小牧市真砂町
- 終点：北海道苫小牧市錦岡
- 路線延長：40.0 km（総延長、内、重複区間6.1 km、未供用区間0.6 km）

## 歴史
- 1972年（昭和47年）3月31日 - 路線認定[1]。

## 路線状況

### 通称
- 臨海南通（起点 - 勇払）
- 勇払沼ノ端通（勇払 - 沼ノ端）
- 臨海北通（沼ノ端 - 東開町4丁目）
- 明野北通（明野元町2丁目 - 泉町2丁目）
- 支笏湖通（泉町2丁目 - 住吉町2丁目）
- 双葉三条通（住吉町2丁目 - 青雲町）

### 重複区間
- 沼ノ端 - 東開町4丁目（北海道道259号上厚真苫小牧線）
- 北栄町5丁目 - 明野元町2丁目（国道36号）
- 泉町2丁目 - 住吉町2丁目（国道276号）

## 地理

### 通過する自治体
- 胆振総合振興局
  - 苫小牧市

### 交差する道路
苫小牧市
- 国道234号 - 沼ノ端
- 北海道道259号上厚真苫小牧線 - 沼ノ端、東開町4丁目
- 国道36号 - 北栄町5丁目 、明野元町2丁目
- 国道276号 - 泉町2丁目、住吉町2丁目
- 北海道道141号樽前錦岡線 - ときわ町3丁目

### 沿線にある施設など
苫小牧市
- 苫小牧市消防本部苫小牧市消防署勇払分団詰所 - 勇払27-1
- 勇払郵便局 - 勇払29-4
- セイコーマートゆうふつ店 - 勇払36-8
- 勇払開拓史跡公園 - 勇払
- 勇武津資料館 - 勇払132-32
- 勇払ふるさと公園 - 勇払
- 苫小牧市立勇払中学校 - 勇払132
- 苫小牧市立勇払小学校 - 勇払149
- 佐川急便苫小牧営業所 - 沼ノ端48-3
- 苫小牧市立沼ノ端中学校 - 東開町6丁目1-2
- 苫小牧市消防本部苫小牧市消防署沼ノ端出張所 - 沼ノ端42-12
- 苫小牧市立沼ノ端小学校 - 東開町6丁目1-1
- 苫小牧警察署沼ノ端交番 - 沼ノ端中央3丁目2-8
- ホクレンショップ沼ノ端店 - 沼ノ端中央3丁目3-12
- 苫小牧信用金庫沼ノ端支店 - 沼ノ端中央3丁目3-12
- ツルハドラッグ沼ノ端店 - 沼ノ端中央4丁目1-5
- セブン-イレブン苫小牧沼ノ端店 - 東開町4丁目20-30
- セイコーマート苫小牧東開店 - 東開町4丁目21-32
- ローソン苫小牧臨海北通店 - 沼ノ端中央5丁目2-26
- 苫小牧信用金庫沼ノ端北支店 - 拓勇東町1丁目19-30
- セブン-イレブン苫小牧沼ノ端北店 - 北栄町3丁目8-1
- セイコーマート拓勇東町4丁目店 - 拓勇東町4丁目18-12
- 白鳥公園 - 拓勇東町5丁目23
- TODS苫小牧ドライビングスクール - 拓勇東町8丁目6-68
- ローソン苫小牧沼ノ端北栄店 - 北栄町5丁目5-18
- セブン-イレブン苫小牧明野北通店 - 拓勇西町7丁目7-21
- セブン-イレブン苫小牧新明町1丁目店 - 新明町1丁目1-2
- セイコーマート苫小牧新明町店 - 新明町1丁目2-5
- 北海道日産自動車苫小牧店 - 新明町2丁目1-1
- UDトラックス北海道苫小牧支店 - 新明町2丁目1-2
- DCM新明店 - 新明町3丁目1-13
- 苫小牧市消防本部 - 新開町2丁目12-7
- 道南バス苫小牧営業所[2] - 新開町4丁目7-11
- セイコーマート明野新町店 - 明野新町5丁目22-10
- スーパーアークス明野店 - 明野新町5丁目18-27
- ローソン苫小牧明野バイパス店 - 明野新町5丁目17-13
- 苫小牧信用金庫明野支店 - 明野新町5丁目14-13
- ワークマンプラス苫小牧明野バイパス店 - 明野新町5丁目14-15
- セイコーマート苫小牧明野店 - 明野新町6丁目28-7
- 苫小牧明野郵便局 - 明野新町6丁目30-24
- 苫小牧警察署美園交番 - 美園町1丁目4-3
- セイコーマート苫小牧美園店 - 美園町2丁目1-9
- 苫小牧信用金庫美園支店 - 三光町5丁目26-12
- ローソンプラス苫小牧泉町店 - 泉町2丁目1-1
- 住吉公園 - 住吉町2丁目11
- 苫小牧市立病院 - 清水町1丁目5-20
- セブン-イレブン苫小牧清水町店 - 清水町2丁目3-2
- ローソン苫小牧北光町店 - 北光町4丁目11-22
- セイコーマートいちかわ店 - 北光町4丁目13-20
- ファミリーマート苫小牧山手1丁目店 - 山手町1丁目4-1
- 苫小牧花園郵便局 - 花園町3丁目12-18
- フードDエクスプレス見山店 - 見山町2丁目3-4
- セブン-イレブン苫小牧啓北2丁目店 - 啓北町2丁目12-13
- 苫小牧市立啓北中学校 - 啓北町2丁目12-11
- 苫小牧信用金庫桜木支店 - 桜木町4丁目15-12
- セイコーマート桜木町3丁目店 - 桜木町3丁目19-23
- 苫小牧桜木郵便局 - 桜木町3丁目17-18
- ツルハドラッグ苫小牧桜木店 - 桜木町3丁目18-19
- セブン-イレブン苫小牧しらかば町店 - しらかば町6丁目16-21
- 北海道銀行糸井支店 - しらかば町6丁目16-12
- 苫小牧信用金庫糸井支店 - 日新町1丁目10-1
- 苫小牧警察署糸井交番 - しらかば町5丁目6-19
- DCM日新店 - 日新町2丁目1-35
- 苫小牧市立日新小学校 - 日新町3丁目1-7
- 苫小牧市消防本部苫小牧市消防署日新出張所 - 日新町4丁目2-1
- 北洋銀行糸井支店 - 川沿町6丁目21-16
- 苫小牧信用金庫川沿支店 - 川沿町6丁目16-30
- 苫小牧川沿郵便局 - 川沿町6丁目16-20
- セイコーマートあいかわ店 - 川沿町5丁目12-21
- 川沿公園 - 川沿町4丁目6
- ツルハドラッグ苫小牧澄川店 - 澄川町1丁目2-5
- 苫小牧信用金庫澄川支店 - 澄川町2丁目2-9
- ファミリーマート苫小牧澄川町店 - 澄川町5丁目11-5
- 苫小牧澄川郵便局 - 澄川町3丁目2-2
- フードD生鮮市場 澄川店 - 澄川町1丁目2-11
- マックスバリュ澄川町店 - 澄川町3丁目1-1
- コープさっぽろときわ店 - ときわ町3丁目16-5
- セブン-イレブン苫小牧澄川店 - 澄川町4丁目2-10
- 北海道苫小牧南高等学校 - のぞみ町2丁目1-2
- 苫小牧警察署錦岡交番 - 青雲町1丁目22-7
- 苫小牧市消防本部苫小牧市消防署錦岡出張所 - 青雲町1丁目23-12
- 錦岡郵便局 - 青雲町1丁目23-10
- 苫小牧信用金庫錦岡支店 - 青雲町2丁目23-6
- 室蘭信用金庫錦岡支店 - 明徳町2丁目1-1
- セブン-イレブン苫小牧明徳店 - 明徳町2丁目1-12
- ビッグハウス明徳店 - 明徳町2丁目3-1
- ツルハドラッグ苫小牧明徳店 - 明徳町2丁目4-8
- 道南バス錦西営業所[3] - 錦西町2丁目16-10
- 北星公園 - 錦西町3丁目1
- 北洋大学 - 錦西町3丁目2-1